# Willys M38A1
Willys M38A1 або Willys MD — повноприводний транспортний засіб, що виготовлявся компанією Willys з 1952 по 1971 рік. Його широко купували американські військові з 1952 року по 1957 рік, після чого він був придбаний морським корпусом США та експортувався до іноземних держав до кінця виробництва в 1971 році. Морська версія мала незначні відмінності від одиниць, що використовуються іншими галузями. Виробнича інформація, доступна для цих транспортних засобів, передбачає значно менший об'єм виробництва. Jeep CJ-5 1955 був заснований на M38A1.

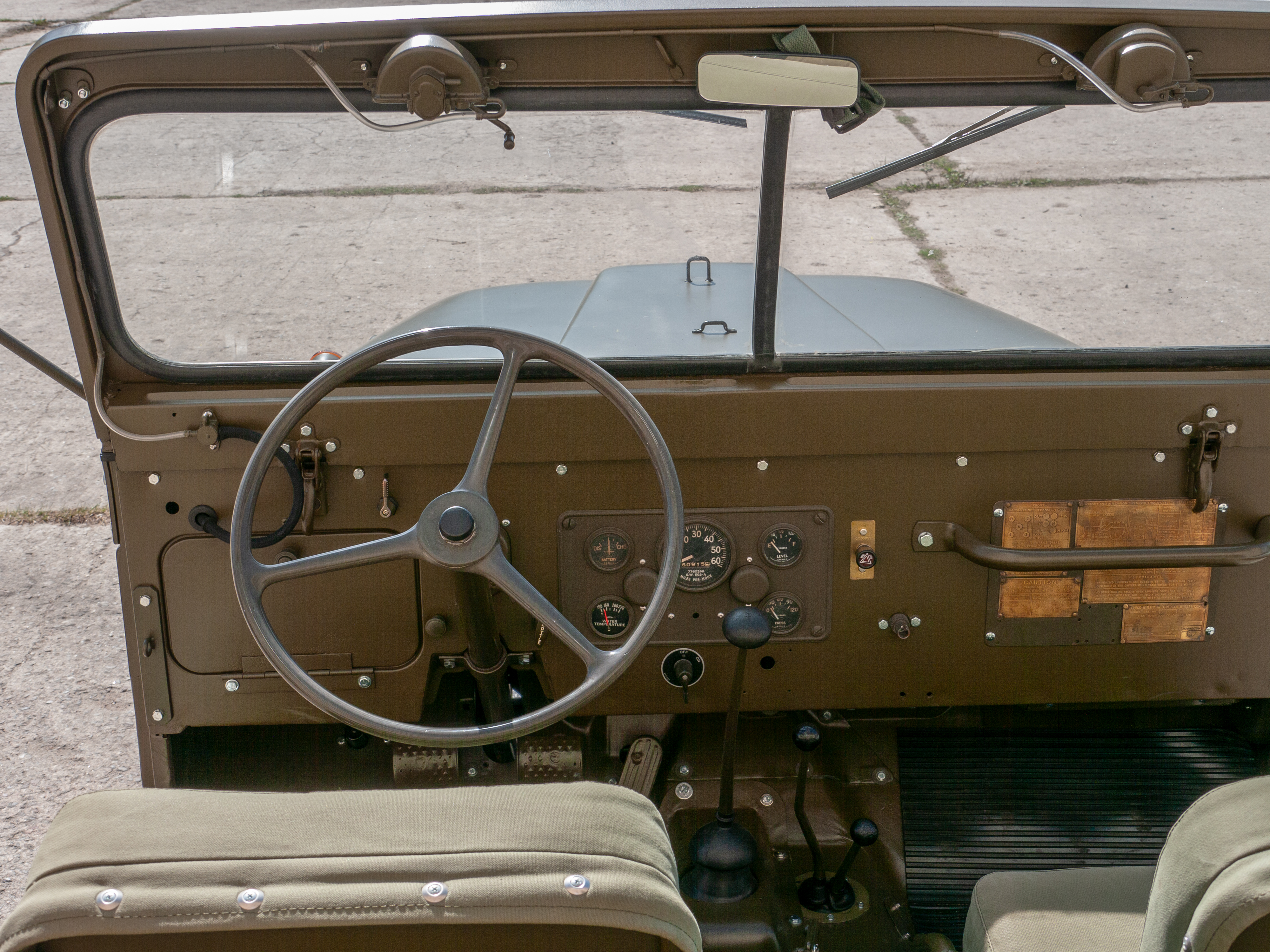

## Опис
M38A1 використовував рядні чотирициліндрові двигуни Willys Hurricane F-Head 134, 3-х степеневу трансмісію T-90, роздавальну коробку Dana 18, передню вісь Dana 25 або Dana 27, задню вісь Dana 44.

## Двигуни
- 2.20 L Hurricane I4 72 к.с.